# 查克·琼斯
查克·琼斯（英語：Chuck Jones，全名查尔斯·马丁“查克”琼斯 Charles Martin "Chuck" Jones, 1912年9月21日—2002年2月22日）是一位动画师、漫画家、编剧家、制作人和动画电影导演。最令人印象深刻的作品为华纳兄弟的兔巴哥。他执导了许多经典短片动画卡通如兔八哥、达菲鸭、威利狼與嗶嗶鳥，西尔威斯特，乐皮尤和很多其他的几位华纳主要人物。这三支短片（混乱达菲鸭，会唱歌的青蛙与什么是歌剧，医生？）后来被纳入国家电影注册表。琼斯的其他作品中最主要的是著名的“狩猎三部曲”的兔子火，猎兔季节，还有鸭！兔子，鸭子！（1951–1953年）。

## 生平
当他在华纳兄弟取得非凡的职业生涯后。结束于1962年，琼斯创建了Sib塔12公司，并开始为米高梅生产令观众难忘的动画片，包括一个新系列的《汤姆和杰瑞》短片和电视改编的《苏斯博士的鬼灵精！》，后来他拥有了他自己的工作室，查克·琼斯工作室，这创造了几个一次性的特色人物，并定期进行创作兔巴哥的相关工作。
电影史学家伦纳德·马尔丁赞扬了琼斯在华纳兄弟公司的工作，米高梅和查克·琼斯的作品。他还指出，“不和”可能主要是因为琼斯和鲍勃·克拉珀特两位同事之间中显示出他们是如此不同。查克·琼斯设计出来的人物样式显得更加的可控和冷静，而鲍勃·克拉珀特的则为疯狂、古怪的和神经的。

## 另请参阅
- 华纳兄弟卡通
- 华纳兄弟动画